# Sauternes
Sauternes è un comune francese di 730 abitanti situato nel dipartimento della Gironda nella regione della Nuova Aquitania.
Nella zona si produce il famosissimo omonimo vino bianco da dessert.

## Società

### Evoluzione demografica
Abitanti censiti